# John M. Coffee

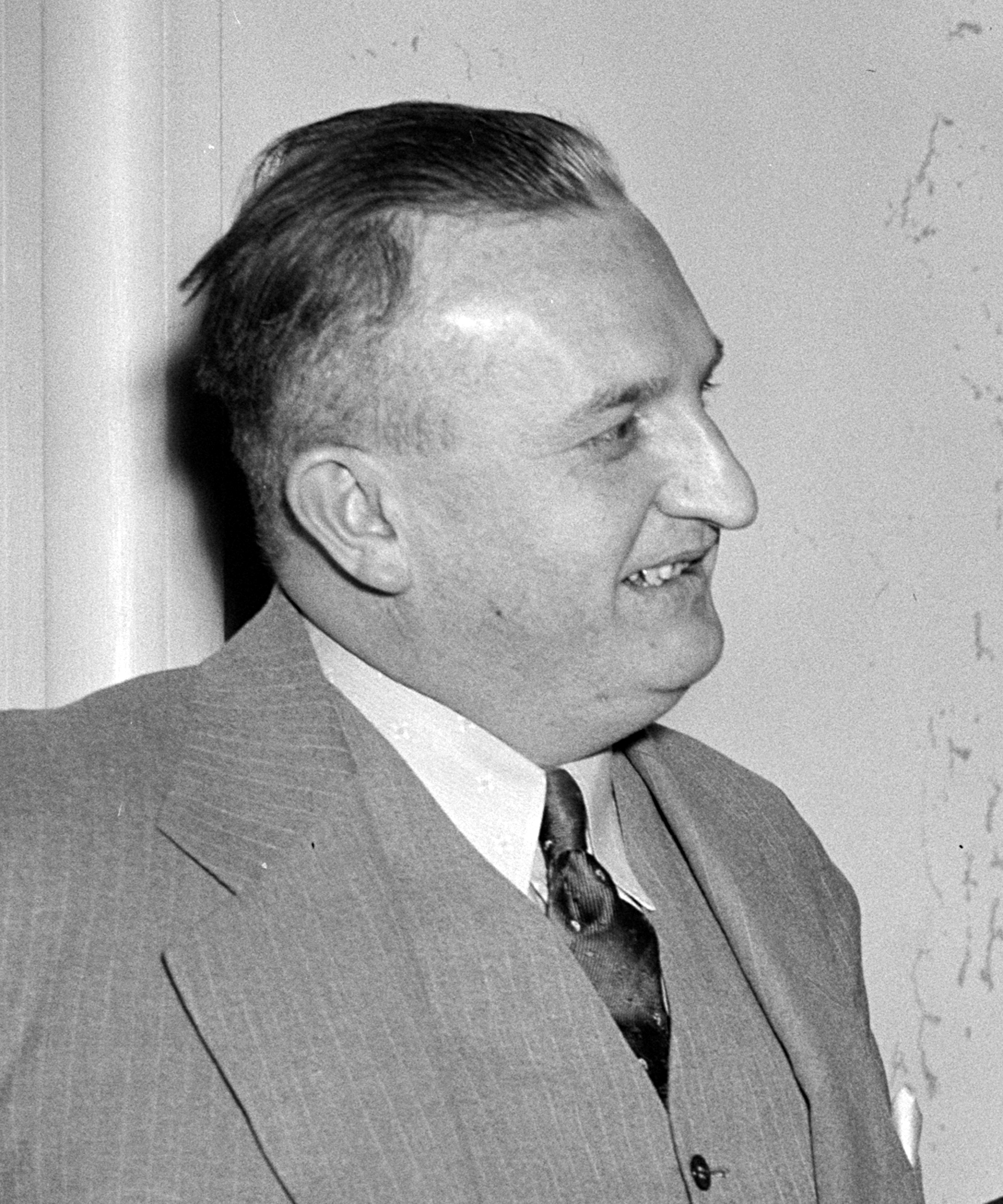
John M. Coffee

John Main Coffee (* 23. Januar 1897 in Tacoma, Washington; † 2. Juni 1983 ebenda) war ein US-amerikanischer Politiker. Zwischen 1936 und 1947 vertrat er den Bundesstaat Washington im US-Repräsentantenhaus.

## Werdegang
John Coffee besuchte die öffentlichen Schulen seiner Heimat und studierte danach bis 1920 an der University of Washington in Seattle. Nach einem anschließenden Jurastudium an der Yale University und seiner im Jahr 1922 erfolgten Zulassung als Rechtsanwalt begann er in Tacoma in seinem neuen Beruf zu arbeiten. Gleichzeitig schlug er eine politische Laufbahn ein. In den Jahren 1923 und 1924 gehörte Coffee dem Stab von US-Senator Clarence Dill an. Von 1933 bis 1935 war er Sekretär des Beraterstabs der National Recovery Administration. Diese Behörde war von der Bundesregierung zum Zweck der Überwindung der Folgen der Weltwirtschaftskrise eingerichtet worden. Gleichzeitig arbeitete Coffee als Gutachter für die Steuerbehörde des Staates Washington, wobei er sich vor allem mit der Erbschaftssteuer im Pierce County befasste.
Coffee war Mitglied der Demokratischen Partei. Bei den Kongresswahlen des Jahres 1936 wurde er im sechsten Wahlbezirk seines Staates in das US-Repräsentantenhaus in Washington, D.C. gewählt, wo er am 3. Januar 1937 die Nachfolge des zwischenzeitlich verstorbenen Abgeordneten  Wesley Lloyd antrat. Nach vier Wiederwahlen konnte er bis zum 3. Januar 1947 fünf zusammenhängende Legislaturperioden im Kongress absolvieren. Dort wurden zunächst noch weitere New-Deal-Gesetze der Bundesregierung verabschiedet. Danach war auch die Arbeit des US-Repräsentantenhauses durch die Ereignisse des Zweiten Weltkrieges geprägt.
Bei den Wahlen von 1946 unterlag John Coffee dem Republikaner Thor Tollefson. 1950 und 1958 bewarb er sich jeweils erfolglos um die Rückkehr in den Kongress. In den Jahren nach seinem Ausscheiden aus dem US-Repräsentantenhaus arbeitete Coffee als Rechtsanwalt in Tacoma und Seattle. Er starb am 2. Juni 1983 in seiner Geburtsstadt Tacoma.